# Porcszövet

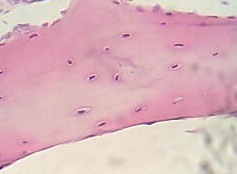
Porc mikroszkóppal készült felvételen

A porc a támasztószövetek közé tartozó, közepesen szilárd, rugalmas állományú szövet. Az embrionális fejlődés során a mezenchimából alakul ki, a gerincesek többségénél idővel fokozatosan elcsontosodik. Sejtekből (kondrocita, chondrocyta) és az azt körülvevő alapállományból áll. Kívülről ereket és idegeket tartalmazó, tömött rostos kötőszövetből álló hártya és sejtudvar veszi körül; magában a porcban nincsenek erek, ezért anyagcseréje lassú. Nem annyira kemény és merev, mint a csont, de rugalmatlanabb, mint az izom.
Az alapállomány szerint több típusa különíthető el:
- üvegporc vagy hyalinporc: a porcos halak és emlősök növekedésben lévő ízületi porcaiban található (ízületi porcfelszínek képzésében vesz részt), de a légcső és a hörgők porcai is ilyenek, és az orrban is megtalálható.
- kollagénrostos porc vagy rostosporc: a csigolyák közötti porckorongok külső rostos gyűrűjét alkotja. Nagyobb mérvű terhelést képes elviselni.
- rugalmas porc, elasztikus porc vagy recésporc: nagyfokú deformálást képes elviselni, viszonylag kevés helyen fordul elő, pl. a fülkagylóban, az orr egyes részeiben vagy a gégefedőben.

Mivel a porcszövetben nincsenek idegek, ill. vér- vagy nyirokerek, továbbá a porcszövet rostrendszere és annak kemény alapállománya egyfajta gátat képez, ezért az immunrendszer nem tudja felderíteni az itt található antigéneket. Így az átültetett porcszövet igen kis eséllyel lökődik ki.

## Porcszövet az állatvilágban

### Porcos halak
A porcos halak mint pl. a cápák, ráják, ill. a valódi rájafélék váza teljes egészében porcszövetből áll.

### Gerinctelenek
Porcszövet található gerinctelenekben is, pl. tőrfarkú rákfélékben, tengeri csigákban, és fejlábúakban.